# Robert Monier
Robert Monier (ur. 20 lutego 1885 w Bordeaux, zm. 6 grudnia 1944 tamże) – francuski żeglarz, olimpijczyk, zdobywca srebrnego medalu w regatach na letnich igrzyskach olimpijskich w 1920 roku w Antwerpii.
Na Letnich Igrzyskach Olimpijskich 1920 zdobył srebro w żeglarskiej klasie 6,5 metra. Załogę jachtu Rose Pompon tworzyli również Albert Weil i Félix Picon.